# Johann von Hüchtebrock

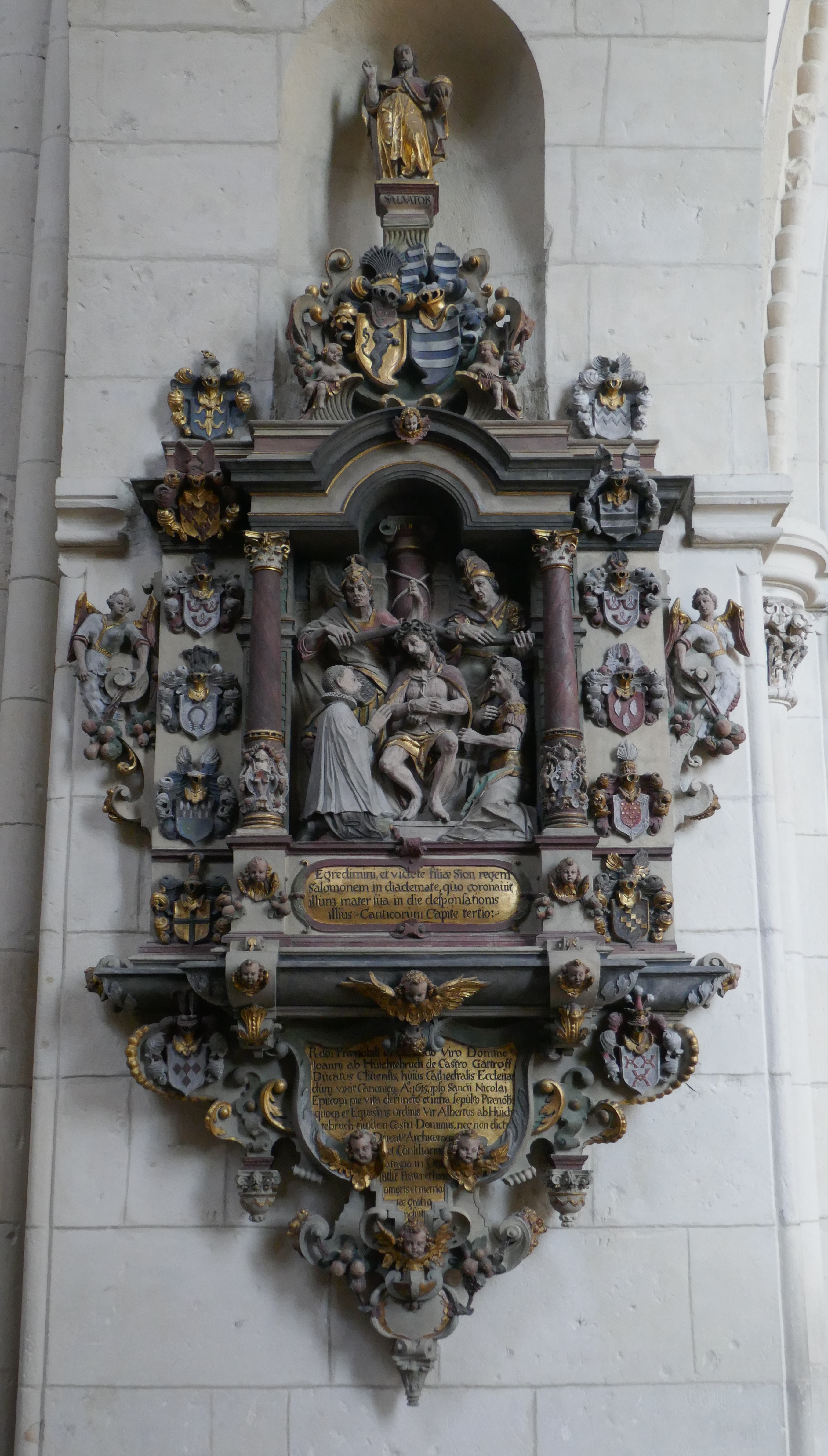
Epitaph im Dom zu Münster

Johann von Hüchtebrock (* 1587; † 6. Dezember 1615) war Domherr in Münster.

## Leben
Johann von Hüchtebrock wurde als Sohn des Albert Bernhard von Hüchtebrock zu Gartrop (1524–1576) und dessen Gemahlin Katharina von Heiden zu Bruch geboren. Sein Bruder Albrecht (1597–1628) war Erbkämmerer von Kleve und klevischer Rat. Am 9. Mai 1596 erhielt Johann vom Abt von Werden die Tonsur, mit der er auf ein geistliches Leben vorbereitet wurde. Am 18. Dezember 1597 kam er in den Besitz der Dompräbende, auf die der Domherr Johann Asbeck Torck verzichtet hatte. Er wurde auf die Geschlechter Hüchtebrock, Eyll, Heiden und Rhede aufgeschworen. Nachdem er ein 14-monatiges Studium in Padua absolviert hatte, wurde er emanzipiert.

## Sonstiges
Johann übertrug als ältester Sohn sein Erbe im Jahre 1610 an seinen Bruder Albrecht. Dies war das Gut Gartrop nahe Hünxe.